# DEBF3
『DEBF3 (Digitalian is eating breakfast 3)』（デジタリアン・イズ・イーティング・ブレックファスト・スリー）は、2013年3月6日に発売された小室哲哉のスタジオ・アルバム。発売元はavex trax。

## 概要
- 今回のアルバムのタイトルは『Digitalian is eating breakfast 3』のイニシャルを取って『DEBF3』に省略された。また小室は「次回作は更に短くなって『D4』にしようと思っている」と語っていたが、次作では DEBF のタイトルではなく、『TETSUYA KOMURO EDM TOKYO』になっている。
- 前作『Digitalian is eating breakfast 2』から約2年ぶり、ボーカリストをフィーチャーした新曲と、DOMMUNEのライブ音源を収録した2枚組のオリジナルソロアルバム。Digitalian is eating breakfastシリーズの3作目となる。
- 本作は小室哲哉の本領とも言えるジャンル、EDM（エレクトロニック・ダンス・ミュージック）をコンセプトに制作。また、今回は小室本人のセルフプロデュースではなく、英国出身の音楽プロデューサーニック・ウッドのプロデュースとなっている[1]。ニック・ウッドは『Digitalian is eating breakfast 2』にも作詞で参加している。
- 自分以外のプロデューサーを起用した理由について、小室は「俯瞰で導いてくれる人が必要。日本だと相手もやりにくいだろうから、海外の僕に対して変に知識のない人にしたい」と語っていた。
- 「EDMのアルバム」という形で作られてはいるものの、海外のEDMブームで主流となっている派手目なダブステップや、プログレッシブ・ハウスといったジャンルはあまり意識されていない。
- アルバムの製作期間は2ヶ月弱で、小室は「このままあとアルバム2枚作れるくらいすんなり作ることが出来た」と語っている。
- 本作のレコーディングの際に小室が直接スタッフと顔を合わせたのは数人ほどで殆どのスタッフとはSkypeで連絡をとった。
- ボーカルは全てフィーチャリングで、1・2のような小室自身の歌唱楽曲は収録されない。
- 1月30日にはアルバム収録曲で、フジテレビ『みんなのKEIBA』のテーマソングである「Now1」がiTunes Storeで先行配信された。ちなみにDisc 1の4曲目に収録されている「Now1 (TK Remix)」は今回のアルバムのテーマに沿ってEDMバージョンになっている。
- 2月20日にはiTunes Storeでプレオーダーがスタート。アルバム収録曲の「WATCH the MUSIC feat. Capitol A, Alain Clark」も先行配信された。また、iTunes Store予約購入限定で、「Jerusalem feat.eli walks」が収録される。
- iTunesのエレクトロニック部門・総合部門ランキング共に1位。

## 収録曲

### Disc 1
スタジオ音源
| 全編曲: Nick Wood・Big Al Mawdsley・小室哲哉。 |                                                  |                      |                     |       |
| #                                              | タイトル                                         | 作詞                 | 作曲                | 時間  |
| 1.                                             | 「WATCH the MUSIC feat. Capitol A, Alain Clark」 | Nick Wood・Capitol A | 小室哲哉・Nick Wood | 4:21  |
| 2.                                             | 「Piece Electro」                                | -                    | 小室哲哉            | 5:28  |
| 3.                                             | 「Drive feat. Saffron Le Bon」                   | Nick Wood            | 小室哲哉・Nick Wood | 4:16  |
| 4.                                             | 「Now1 (TK Remix)」                              | -                    | 小室哲哉            | 5:46  |
| 5.                                             | 「The Generation feat. Zeebra, DABO, SIMON」     | Zeebra・DABO・SIMON  | 小室哲哉            | 5:36  |
| 6.                                             | 「Human Illumination feat. Silvio Anastacio」    | Nick Wood            | 小室哲哉・Nick Wood | 4:29  |
| 7.                                             | 「Golden Highway feat. Miss Pooja, U-zhaan」     | Nick Wood            | 小室哲哉・Nick Wood | 4:38  |
| 8.                                             | 「Don't Stop Us Dancing feat. IAMX」             | Nick Wood            | 小室哲哉・Nick Wood | 5:28  |
| 9.                                             | 「Now1 (Album Mix)」                             | -                    | 小室哲哉            | 4:17  |
| 合計時間:                                      | 合計時間:                                        | 合計時間:            | 合計時間:           | 44:19 |

### Disc 2
DOMMUNEライブ音源
- (#1-#7) : ＜2011.12.23 HARAJUKU PERFORMANCE＋DOMMUNE LIVE PLUS !!!!!＞
- (#8-#12) : ＜2012.8.11 FREEDOMMUNE 0＜ZERO＞ A NEW ZERO 2012＞

| #         | タイトル                                           | 作詞      | 作曲・編曲 | アーティスト    | 時間 |
| --------- | -------------------------------------------------- | --------- | ---------- | --------------- | ---- |
| 1.        | 「Jupiter」                                        |           |            | Gustav Holst    | 5:14 |
| 2.        | 「Self Control (方舟に曳かれて)」                  |           |            | TM NETWORK      | 4:52 |
| 3.        | 「Love again (RAM RIDER Remix)」                   |           |            | globe           | 4:43 |
| 4.        | 「TK DRUM SOLO」                                   |           |            | TETSUYA KOMURO  | 3:39 |
| 5.        | 「奇跡」                                           |           |            | TETSUYA KOMURO  | 5:12 |
| 6.        | 「WOW WAR TONIGHT ～時には起こせよムーヴメント～」 |           |            | H Jungle with t | 2:45 |
| 7.        | 「Many Classic Moments」                           |           |            | globe           | 5:49 |
| 8.        | 「DOMMUNE INTRO 2」                                |           |            | TETSUYA KOMURO  | 3:33 |
| 9.        | 「genesis of next」                                |           |            | globe           | 6:10 |
| 10.       | 「Get Wild '89」                                   |           |            | TM NETWORK      | 7:07 |
| 11.       | 「DOMMUNE INTRO」                                  |           |            | TETSUYA KOMURO  | 3:41 |
| 12.       | 「OVER THE RAINBOW」                               |           |            | globe           | 7:35 |
| 合計時間: | 合計時間:                                          | 合計時間: | 60:20      |                 |      |

### iTunes Store予約注文限定楽曲
- Jerusalem feat. eli walks

2012年にデビューした新鋭アーティスト、イーライ・ウォークスがアレンジを担当。
トラックは非常にシンプルに作られている。

### mu-moショップ販売 特典CD
- AQ140 (Instrumental Live Version)

2012年8月11日に開催されたフェス『FREEDOMMUNE 0＜ZERO＞ A NEW ZERO 2012』で演奏したライブ音源。
浜崎あゆみに提供した楽曲「You & Me」のデモ・トラック。

## 楽曲解説
1. WATCH the MUSIC feat. Capitol A, Alain Clark
  - 今回のアルバムで最初にデモが出来上がった。ダブステップを基調とした楽曲。2月20日にはプレオーダーのスタートと同時に先行配信された。
  - 曲の雰囲気はケミカル・ブラザーズを意識している。
  - Capitol A (Antoine Green) とオランダ、ハールレム出身のボーカリストAlain Clarkがゲスト参加。
  - 「WATCH THE MUSIC」という言葉は、先に制作されたtrfのミニアルバムのコンセプトとして考えたタイトルだったが、小室自身がかなり気に入っており、そこから派生した形で本作にも使うことになった。
2. Piece Electro
  - グリーン・デイが2012年に出したアルバム群からインスパイアされて作られたインスト曲。
  - ギターはSean Halleyによるものである。
  - 中盤のシンセ・リフの部分は、ニックが小室に「歌を入れちゃだめかい？」と言ったが、小室は「絶対インストでいきたい」と譲らなかった。
  - シンセ・リフのコード進行のアイディアは随分前から存在していたものを再構築して作られた。
3. Drive feat. Saffron Le Bon
  - ボーカルを務めるサフロン・ル・ボンは、デュラン・デュランのボーカル、サイモン・ル・ボンの娘である。
  - 『Drive』というタイトルは車で聞いて欲しいという思いを込めて付けられた。
  - ミックスはデヴィッド・ゲッタなどのミックスも手がけている「ヴェロニカ・フローラ」が担当。
4. Now1 (TK Remix)
  - 9曲目の『Now1 (Album mix)』のTKリミックスバージョン。オリジナルバージョンは番組のことを考えたアレンジだったが、このアレンジでは小室が好む音色とBPMで作られた。ミックスも小室本人が手掛けている。
  - イントロのレトロなシンセの音はOB-8で作っている。
  - 曲中でオケヒットが多く使われているが、これはサンプリングではなくNord Waveで作られた音である。
5. The Generation feat. Zeebra, DABO, SIMON
  - このアルバムで唯一日本語の歌詞がある楽曲。
  - 前作でも共演したZeebraと、DABO、SIMONが参加した。
6. Human Illumination feat. Silvio Anastacio
  - ボーカルはNick Woodの代表作『Passion』のボーカルを務めたシルビオ・アナスタシオが参加。歌詞はニックによる造語が多く使われている。
  - 小室曰く、ニック・ウッドが唯一自分の色を出したという楽曲。
7. Golden Highway feat. Miss Pooja, U-zhaan
  - インドのバングラスターMiss Poojaと日本のタブラ奏者U-zhaanが参加している。
  - たまたまU-zhaanがインドにいたため、インドでタブラを録ってデータを送ってもらった。
  - 「EDMは電子楽器だけじゃなくてもできる」ということを表現する楽曲だと小室は語っている。
8. Don't Stop Us Dancing feat. IAMX
  - 元Sneaker PimpsのIAMXがボーカルとして参加。このアルバムのゲストボーカルの中で最初に参加が決まった。
  - "Don't Stop Us Dancing because midnight"という歌詞は、風営法によるクラブの規制に対して、小室のメッセージや願いが込められている。
  - IAMXのボーカルはアムステルダムで録られた。
  - 小室はIAMXについて「どこかニューロマンティックの匂いを感じさせる人」と語っている。
9. Now 1 (Album mix)
  - フジテレビ『みんなのKEIBA』テーマソング。１月30日に先行配信された。
  - 小室がテーマとなるコードとフレーズと作り、オーケストラの部分はニックが担当した。

## 使用機材
moog　
- Slim Phatty

オーバーハイム　
- OB・12
- OB-8

Clavia
- Nord Lead1
- Nord Lead2X
- Nord Wave

KORG
- Kronos X

Roland
- JUPITER-80

## スタッフ
- Produced : Nick Wood (Disc-1)
- Mixed : 
  - Big Al Mawdsley (Disc-1,#1,#2,#9)
  - Vernonica Ferraro (Disc-1,#3,#7)
  - Jack Joseph Puig (Disc-1,#6,#8)
  - 小室哲哉 (#Disc-1,#4,#5)
  - 岩佐俊秀 (Disc-2)
- Recorded, Synthesizer Programming (for TK) : 岩佐俊秀
- Mastered : Brian Gardner
- A&R : 佐々木淳
- Art Direction & Design : 今川鉄兵
- Photograph : Maciej Kucia
- General Producers : 伊東宏晃, 阿久津明, 樋口慎太郎, 遠藤日出樹
- Executive Supervisor : 千葉龍平, 林真司, 竹内成和
- Executive Producer : 松浦勝人